# Skupina galaxií M 109
Skupina galaxií M109 (také známá jako NGC 3992 Group) je skupina galaxií v souhvězdí Velké medvědice, která je od Země vzdálená přibližně 55 milionů světelných let. Převážnou většinu v této skupině tvoří spirální galaxie. Skupina nese jméno svojí nejjasnější galaxie, kterou je Messier 109, a je součástí bohaté skupiny galaxií Velká medvědice patřící do Místní nadkupy galaxií.

## Členové skupiny galaxií M109
Následující tabulka ukazuje ty členy skupiny galaxií M109, na kterých se shodují Nearby Galaxies Catalog, výzkum Pascala Fouque a kol., Lyons Groups of Galaxies (LGG) Catalog a tři seznamy této skupiny vytvořené při průzkumu Nearby Optical Galaxies.
| Název       | Typ         | R.A. (J2000)  | Dec. (J2000) | Rudý posuv (km/s) | Magnituda |
| ----------- | ----------- | ------------- | ------------ | ----------------- | --------- |
| Messier 109 | SB(rs)bc    | 11h 57m 36,0s | +53°22′28″   | 1048 ± 1          | 10,6      |
| NGC 3718    | SB(s)a pec  | 11h 32m 34,9s | +53°04′05″   | 993 ± 1           | 11,6      |
| NGC 3726    | SAB(r)c     | 11h 33m 21,2s | +47°01′45″   | 866 ± 1           | 10,9      |
| NGC 3729    | SB(r)a pec  | 11h 33m 49,3s | +53°07′32″   | 1060 ± 1          | 12,0      |
| NGC 3769    | SB(r)b      | 11h 37m 44,1s | +47°53′35″   | 737 ± 2           | 12,5      |
| NGC 3782    | SAB(s)cd    | 11h 39m 20,7s | +46°30′48″   | 739 ± 6           | 13,1      |
| NGC 3870    | S0          | 11h 45m 56,6s | +50°11′59″   | 756 ± 7           | 13,4      |
| NGC 3877    | Sc          | 11h 46m 07,8s | +47°29′41″   | 895 ± 4           | 12,1      |
| NGC 3893    | SAB(rs)c    | 11h 48m 38,2s | +48°42′39″   | 967 ± 1           | 11,2      |
| NGC 3906    | SB(s)d      | 11h 49m 40,5s | +48°25′33″   | 959 ± 1           | 13,5      |
| NGC 3913    | (R)SA(rs)d  | 11h 50m 38,9s | +55°21′14″   | 954 ± 4           | 13,2      |
| NGC 3917    | SAcd        | 11h 50m 45,5s | +51°49′27″   | 965 ± 1           | 12,5      |
| NGC 3922    | S0/a        | 11h 51m 13,4s | +50°09′25″   | 906 ± 7           | 13,4      |
| NGC 3928    | SA(s)b      | 11h 51m 47,6s | +48°40′59″   | 988 ± 4           | 13,0      |
| NGC 3949    | SA(s)bc     | 11h 53m 41,4s | +47°51′32″   | 800 ± 1           | 11,5      |
| NGC 3953    | SB(r)bc     | 11h 53m 48,9s | +52°19′36″   | 1052 ± 2          | 10,8      |
| NGC 3972    | SA(s)bc     | 11h 55m 45,1s | +55°19′15″   | 852 ± 1           | 13,1      |
| NGC 3982    | SAB(r)b     | 11h 56m 28,1s | +55°07′31″   | 1109 ± 6          | 12,0      |
| NGC 4010    | SB(s)d      | 11h 58m 37,9s | +47°15′41″   | 902 ± 1           | 13,2      |
| NGC 4026    | S0          | 11h 59m 25,2s | +50°57′42″   | 930 ± 40          | 11,7      |
| NGC 4085    | SAB(s)c     | 12h 05m 22,7s | +50°21′10″   | 746 ± 5           | 13,0      |
| NGC 4088    | SAB(rs)bc   | 12h 05m 34,2s | +50°32′21″   | 757 ± 1           | 11,2      |
| NGC 4100    | (R)SA(rs)bc | 12h 06m 08,1s | +49°34′59″   | 1074 ± 1          | 11,9      |
| NGC 4102    | SAB(s)b     | 12h 06m 23,1s | +52°42′39″   | 846 ± 2           | 12,0      |
| NGC 4142    | SB(s)d      | 12h 09m 30,2s | +53°06′18″   | 1157 ± 7          | 13,9      |
| NGC 4157    | SAB(s)b     | 12h 11m 04,4s | +50°29′05″   | 774 ± 2           | 12,2      |
| NGC 4217    | SAb         | 12h 15m 50,9s | +47°5′30″    | 1027 ± 3          | 12,0      |
| NGC 4220    | SA(r)0      | 12h 16m 11,7s | +47°53′0″    | 914 ± 1           | 12,2      |
| NGC 4346    | SB0         | 12h 23m 27,9s | +46°59′38″   | 832 ± 5           | 12,1      |
| UGC 6628    | SAm         | 11h 40m 06,7s | +45°56′34″   | 841 ± 1           | 13,2      |
| UGC 6667    | Scd         | 11h 42m 26,3s | +51°35′53″   | 973 ± 1           | 14,2      |
| UGC 6840    | SB(rs)m     | 11h 52m 07,0s | +52°06′29″   | 1046 ± 5          | 14,3      |
| UGC 6917    | SBm         | 11h 56m 28,8s | +50°25′42″   | 911 ± 1           | 13,1      |
| UGC 6923    | Im          | 11h 56m 49,4s | +53°09′37″   | 1066 ± 2          | 15,1      |
| UGC 6930    | SAB(s)d     | 11h 57m 17,3s | +49°16′59″   | 777 ± 0           | 12,7      |
| UGC 6983    | SB(rs)cd    | 11h 59m 09,3s | +52°42′27″   | 1082 ± 1          | 13,1      |
| UGC 7218    | Im          | 12h 12m 56,5s | +52°15′55″   | 770 ± 7           | 14,8      |

Výše zmíněné zdroje se pouze částečně shodují ohledně příslušnosti k této skupině u následujících galaxií: NGC 3631, NGC 3657, NGC 3733, NGC 3756, NGC 3850, NGC 3898, NGC 3985, NGC 3990, NGC 3998, UGC 6773, UGC 6802, UGC 6816, UGC 6922 a UGC 6969. Skutečná příslušnost jednotlivých členů a jejich počet jsou tedy poměrně nejisté.
Výzkum Pascala Fouque a kol. tyto galaxie uvádí jako dvě samostatné podskupiny nazvané Ursa Major I North (severní Velká medvědice) a Ursa Major I South (jižní Velká medvědice). Do tabulky byli zařazeni členové obou těchto podskupin. Další zdroje, jako například katalog LGG, však tyto galaxie řadí do jediné společné skupiny.

## Galerie obrázků

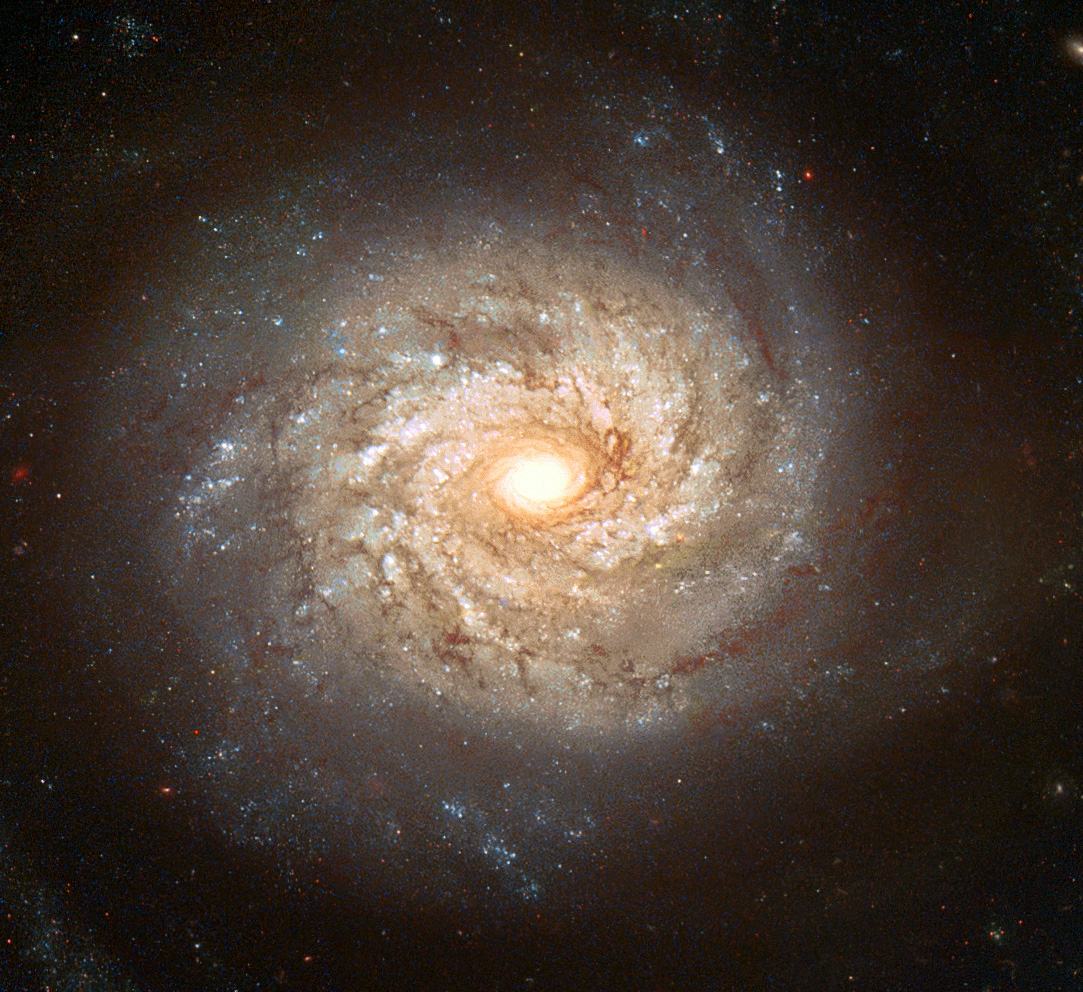
NGC 3982 na snímku z Hubbleova vesmírného dalekohledu.
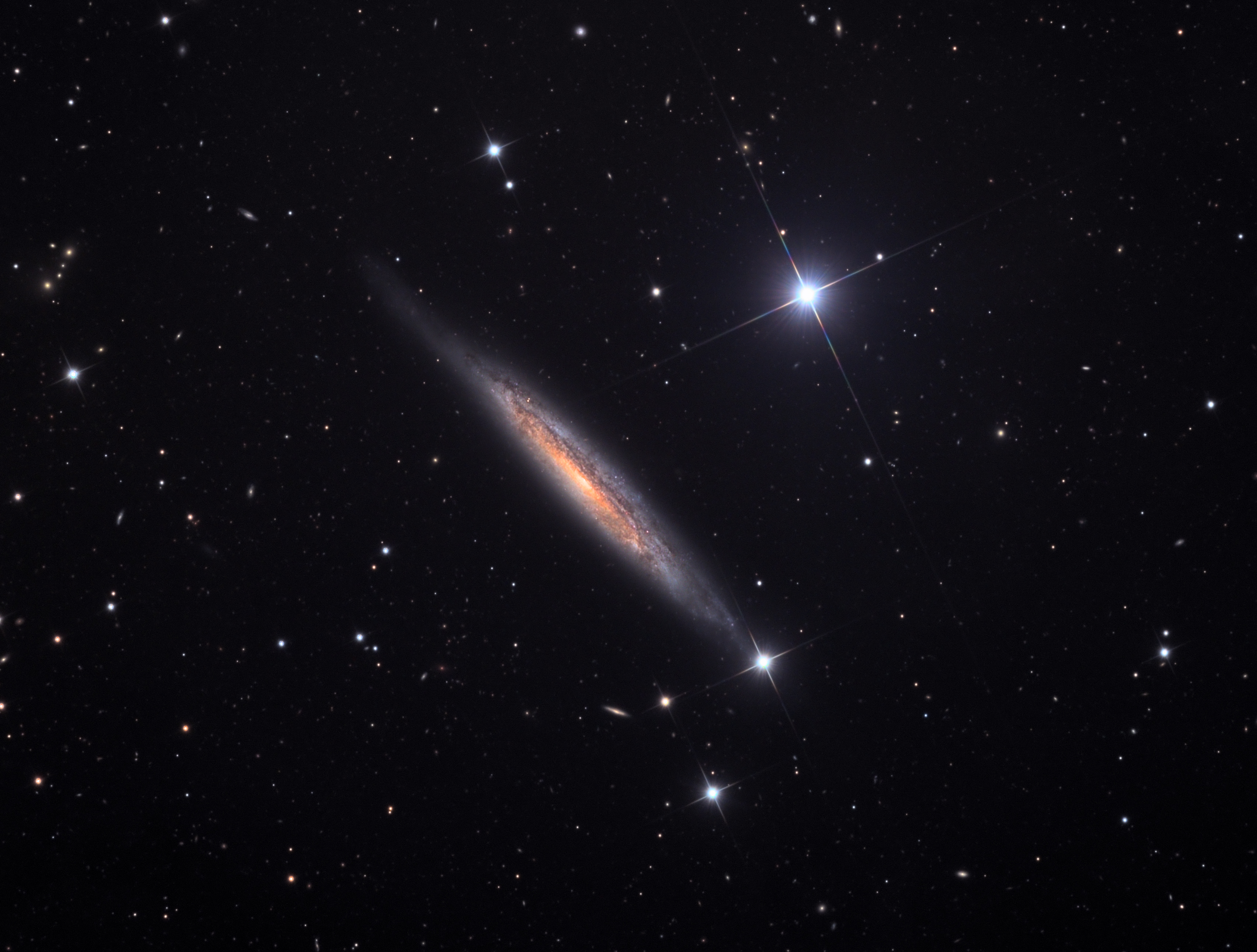
NGC 4157 na snímku z observatoře Mt. Lemmon v USA